# Roy Dubard Bridges
Roy Dubard Bridges (Atlanta, Georgia, 1943. július 19.–) amerikai pilóta, űrhajós, vezérőrnagy.

## Életpálya
1965-ben a Légierő Akadémiáján (USAF) mérnöki diplomát szerzett. 1966-ban a Purdue Egyetemen űrhajózási ismertekből szerzett oklevelet. 1967-ben szerzett pilóta jogosítványt. Szolgálati repülőgépe az F–100 Super Sabre lett. A vietnámi háborúban 262 harci bevetésen vett részt. 1969-től a Training Squadron Vance Air Force Base (Oklahoma) pilóta oktató. 1970-ben tesztpilóta kiképzésben részesült, oktatóként folytatta szolgálatát. 1975-től az USAF (Washington) helyettes vezérkari főnöke (kutatás, fejlesztés, beszerzés, űrhajós kiválasztás). Több mint 4460 órát töltött a levegőben (repülő/űrrepülő). Repült gépek: T–2 Buckeye, T–28, T–33, T–37, T–38, T–41, A–37, A–7, A–9, A–10, B–26, B–52, B–57, F–104, F–106, F–4, KC–135.
1980. május 19-től a Lyndon B. Johnson Űrközpontban részesült űrhajóskiképzésben. Kiképzett űrhajósként tagja volt az STS–4,  STS–5, STS–6 és  STS–7 támogató (tanácsadó, problémamegoldó) csapatának. Egy űrszolgálata alatt összesen 7 napot, 22 órát és 45 percet (191 óra) másodpercet töltött a világűrben. Űrhajós pályafutását 1986 márciusában fejezte be. 1997 márciusa óta a Kennedy Űrközpont igazgatója. 2003. augusztus 10-től a NASA Langley Research Center, Hampton (Virginia) igazgatója.

## Űrrepülések
STS–51–F, a Columbia űrrepülőgép 2. repülésének pilótája. Technikai okok miatt előbb tértek vissza a Földre. Egy űrszolgálata alatt összesen 7 napot, 22 órát, 45 percet és 26 másodpercet töltött a világűrben. 5 284 350 kilométert (3 283 543 mérföldet) repült, 127 alkalommal kerülte meg a Földet.